# 舞鶴クレインブリッジ

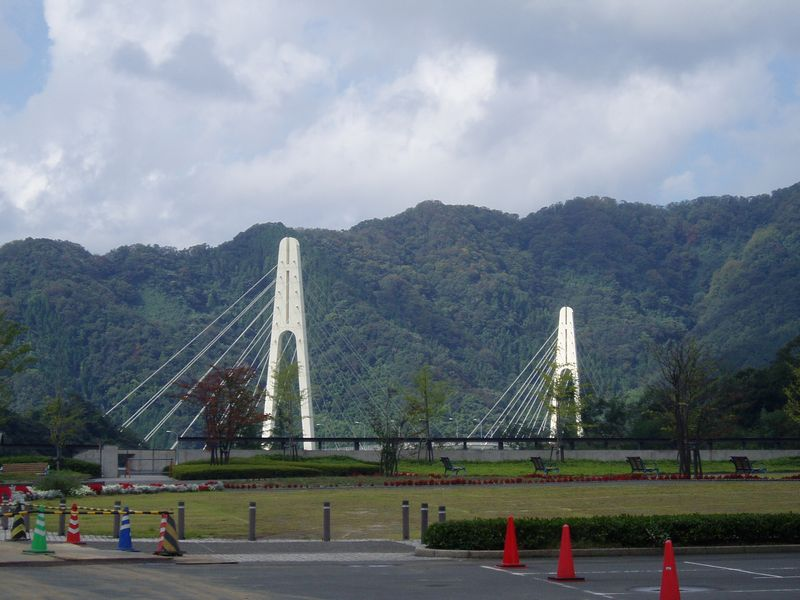
引揚記念公園から見たクレインブリッジ

舞鶴クレインブリッジ（まいづるクレインブリッジ）(英語：Crane bridge) は、京都府舞鶴市の舞鶴湾奥北東部の平湾に架けられた斜張橋である。

## 概要
第二次世界大戦の終戦後に引き揚げの拠点となった平湾に架けられた、鋼製の白い斜張橋である。1999年（平成11年）5月開通。
全長735 m、水面から主塔頂部までの高さ約95 m（メートル）、ケーブルはファン型で、最大支間長350 mは日本海側では富山県の新湊大橋に次ぐ規模のものである。2羽の鶴をイメージして設計されたもので、主塔は鶴のくちばしを、ケーブルは羽をイメージして造られ、英語で「鶴の橋」を意味する「クレインブリッジ」と名付けられた。
関西電力舞鶴発電所の工事用道路の一部として関西電力の発注により建設され、発電所建設期間中は地域住民の生活に支障を来さずして各種大型部品搬入を行ったり工事車両を通行させた。発電所完成後は舞鶴市道大波下浦入線の一部となり、大浦地区の住民の市街地への移動を改善した。
2020年（令和2年）9月29日に支承に損傷が発見されたため当分の間通行止めとなった。舞鶴市は2021年（令和3年）4月30日に損傷した支承を交換したうえで、10月29日に通行止めを解除した。

## アクセス
- 舞鶴若狭自動車道舞鶴東ICより車で約20分。

## 周辺の名所・文化施設・祭事
- 舞鶴引揚記念館
  - 平桟橋
- 舞鶴親海公園
- 舞鶴ふるるファーム
- 舞鶴自然文化園
- 赤れんが博物館
- 舞鶴市政記念館（12棟の煉瓦倉庫群）
  - 舞鶴赤レンガ倉庫群
- 赤れんがフェスタ（10月）